# St. Georg (Fritzdorf)

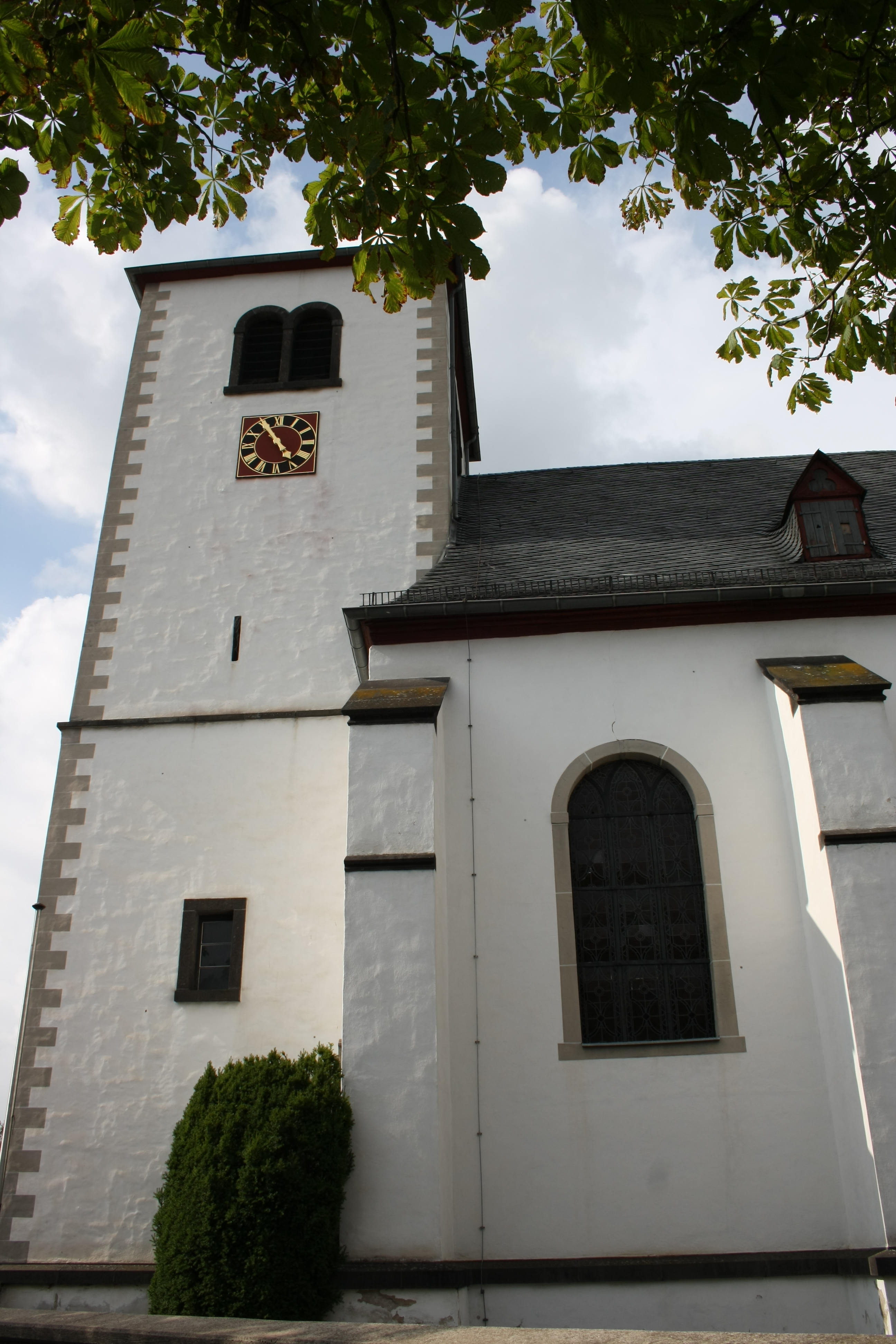
Westturm der Kirche St. Georg

Die römisch-katholische Kirche St. Georg in Fritzdorf, einer Ortschaft in der Gemeinde Wachtberg im Rhein-Sieg-Kreis in Nordrhein-Westfalen, wurde von 1718 bis 1724 erbaut und dem heiligen Georg geweiht. Sie steht als Baudenkmal unter Denkmalschutz.

## Geschichte
In einer Urkunde wird 1292 erstmals eine Kirche in Fritzdorf genannt, als Robert von Rosowe Güter in der Pfarrei Fritzdorf und das damit verbundene Kirchenpatronat der Abtei Steinfeld schenkte. Dieses Patronat übte die Abtei bis zu ihrer Auflösung 1802 (Säkularisation) aus. Über die Vorgängerkirche ist wenig bekannt. Es wird eine Marienkirche vermutet, denn der Tag Mariä Geburt, der 8. September, wird als zweites Patronatsfest gefeiert. Der heilige Georg ist erst ab 1676 als Kirchenpatron bezeugt.
Die Kirche war bis zum 31. Dezember 2009 katholische Pfarrkirche der Pfarrei St. Georg im Dekanat Meckenheim-Rheinbach im Erzbistum Köln. Seit 2010 ist sie eine Filialkirche der Pfarrei St. Marien Wachtberg, die seit 2017 zum Kreisdekanat Rhein-Sieg-Kreis gehört.

## Architektur
Die Abtei Steinfeld, die die Baupflicht hatte, ließ nach langen Streitigkeiten mit den Bewohnern des Ortes über die zu erbringenden Hand- und Spanndienste schließlich ab 1718 eine neue Kirche errichten. Diese wurde am 23. April 1724, dem St. Georgstag, durch den Abt des Klosters Steinfeld geweiht. Die Kirche ist ein einschiffiger verputzter Backsteinbau mit Chor und Westturm. Dieser erhielt nach 1945 ein Zeltdach und besitzt auf jeder Seite gekuppelte Rundbogenfenster.
An den Längsseiten befinden sich je vier große Fenster, die wie das Portal in Trachyt eingefasst sind. Zwischen den Fenstern befinden sich abgetreppte Strebepfeiler.

## Ausstattung

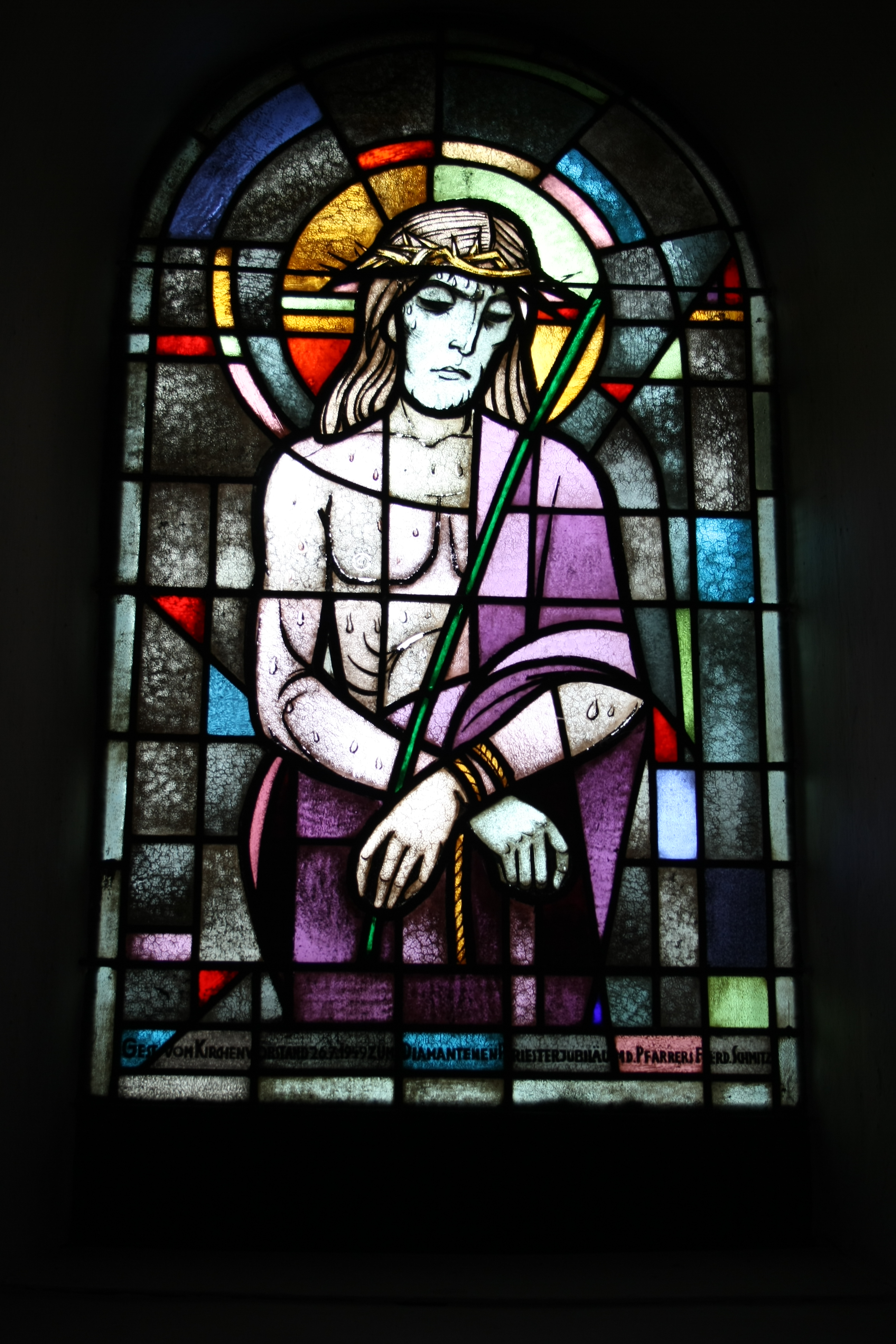
Bleiglasfenster im Vorraum der Kirche

Nach 1900 wurde die barocke Ausstattung der Kirche durch eine neugotische ersetzt. So wurde der alte Hochaltar als Brandholz verkauft und 1906 ein neuer Hochaltar konsekriert. Auf dem Hochaltar befinden sich Statuen von Moses und Elias sowie des heiligen Georg und des heiligen Sebastian.
In den Jahren 1906/07 wurden ebenfalls die heute noch vorhandenen Bleiglasfenster eingesetzt, die die Unbefleckte Empfängnis Mariens, die Heilige Familie, sowie Ornamente zeigen.

### Heiligenfiguren
Auf den zwei Seitenaltären und an der Empore befinden sich Statuen der Gottesmutter, der hl. Gertrud, des hl. Josef, des hl. Petrus und des hl. Paulus. An den Seitenwänden befinden sich Statuen folgender Heiliger: Georg, Johannes der Täufer, Potentius, Barbara, Katharina, Maria Magdalena und Hermann-Josef.

### Reliquiar
Aufgrund der jahrhundertelangen Verbindung zum Kloster Steinfeld besitzt die Kirche eine Reliquie des hl. Hermann-Josef von Steinfeld. Sie wird in einer Nische des Chors aufbewahrt.

### Taufbecken
Im Chor steht ein romanisches Taufbecken aus Basaltlava, das die Jahreszahl 1100 trägt.